# Puchar Świata w biegach narciarskich w Otepää
Zawody Pucharu Świata w biegach narciarskich w Otepää – zawody w biegach narciarskich, przeprowadzane w ramach Pucharu Świata w biegach narciarskich od sezonu 1998/1999. Zawody odbywają się na trasach narciarskich w okolicy stadionu Tehvandi w estońskim Otepää.
Pierwsze zawody PŚ w Otepää odbyły się 5 stycznia 1999.

## Podium poszczególnych zawodów PŚ w Otepää

### Kobiety
| Lp  | Data             | Dystans                            | Uwagi | 1. miejsce                                                                             | 2. miejsce                                                              | 3. miejsce                                                                       |
| --- | ---------------- | ---------------------------------- | ----- | -------------------------------------------------------------------------------------- | ----------------------------------------------------------------------- | -------------------------------------------------------------------------------- |
| 1.  | 5 stycznia 1999  | 10 km s. klasycznym                | —     | Bente Martinsen                                                                        | Antonina Ordina                                                         | Kristina Šmigun                                                                  |
| 2.  | 10 lutego 2001   | 5 km s. klasycznym                 | —     | Bente Skari                                                                            | Virpi Kuitunen                                                          | Olga Daniłowa                                                                    |
| 3.  | 11 stycznia 2003 | Sprint s. klasycznym               | [ a ] | odwołane                                                                               | odwołane                                                                | odwołane                                                                         |
| 3.  | 12 stycznia 2003 | 15 km s. klasycznym (start masowy) | [ b ] | Bente Skari                                                                            | Kristina Šmigun                                                         | Kaisa Varis                                                                      |
| 4.  | 10 stycznia 2004 | 15 km s. klasycznym (start masowy) | —     | Claudia Künzel                                                                         | Kristina Šmigun                                                         | Hilde G. Pedersen                                                                |
| 5.  | 11 stycznia 2004 | bieg sztafetowy 4×5 km             | —     | Norwegia Vibeke Skofterud · Hilde G. Pedersen · Kristin Størmer Steira · Marit Bjørgen | Niemcy Manuela Henkel · Viola Bauer · Evi Sachenbacher · Claudia Künzel | Finlandia Kirsi Välimaa · Aino-Kaisa Saarinen · Riikka Sarasoja · Virpi Kuitunen |
| 6.  | 8 stycznia 2005  | 10 km s. klasycznym                | —     | Marit Bjørgen                                                                          | Hilde G. Pedersen                                                       | Kateřina Neumannová                                                              |
| 7.  | 9 stycznia 2005  | Sprint s. klasycznym               | [ c ] | odwołane                                                                               | odwołane                                                                | odwołane                                                                         |
| 7.  | 7 stycznia 2006  | 10 km s. klasycznym                | —     | Hilde G. Pedersen                                                                      | Kristina Šmigun                                                         | Justyna Kowalczyk                                                                |
| 8.  | 8 stycznia 2006  | Sprint s. klasycznym               | —     | Lina Andersson                                                                         | Manuela Henkel                                                          | Ella Gjømle                                                                      |
| 9.  | 27 stycznia 2007 | 10 km s. klasycznym                | —     | Justyna Kowalczyk                                                                      | Virpi Kuitunen                                                          | Wałentyna Szewczenko                                                             |
| 10. | 28 stycznia 2007 | Sprint s. klasycznym               | —     | Virpi Kuitunen                                                                         | Astrid Jacobsen                                                         | Jewgienija Szapowałowa                                                           |
| 11. | 9 lutego 2008    | 10 km s. klasycznym                | —     | Virpi Kuitunen                                                                         | Aino-Kaisa Saarinen                                                     | Therese Johaug                                                                   |
| 12. | 10 lutego 2008   | Sprint s. klasycznym               | —     | Petra Majdič                                                                           | Astrid Jacobsen                                                         | Virpi Kuitunen                                                                   |
| 13. | 24 stycznia 2009 | 10 km s. klasycznym                | —     | Justyna Kowalczyk                                                                      | Aino-Kaisa Saarinen                                                     | Virpi Kuitunen                                                                   |
| 14. | 25 stycznia 2009 | Sprint s. klasycznym               | —     | Petra Majdič                                                                           | Aino-Kaisa Saarinen                                                     | Virpi Kuitunen                                                                   |
| 15. | 16 stycznia 2010 | 10 km s. klasycznym                | —     | Justyna Kowalczyk                                                                      | Marit Bjørgen                                                           | Aino-Kaisa Saarinen                                                              |
| 16. | 17 stycznia 2010 | Sprint s. klasycznym               | —     | Hanna Falk                                                                             | Petra Majdič                                                            | Aino-Kaisa Saarinen                                                              |
| 17. | 22 stycznia 2011 | 10 km s. klasycznym                | —     | Marit Bjørgen                                                                          | Justyna Kowalczyk                                                       | Therese Johaug                                                                   |
| 18. | 23 stycznia 2011 | Sprint s. klasycznym               | —     | Petra Majdič                                                                           | Hanna Brodin                                                            | Maiken Caspersen Falla                                                           |
| 19. | 21 stycznia 2012 | Sprint s. klasycznym               | —     | Justyna Kowalczyk                                                                      | Marit Bjørgen                                                           | Natalja Matwiejewa                                                               |
| 20. | 22 stycznia 2012 | 10 km s. klasycznym                | —     | Justyna Kowalczyk                                                                      | Marit Bjørgen                                                           | Therese Johaug                                                                   |
| 21. | 17 stycznia 2015 | Sprint s. klasycznym               | —     | Ingvild Flugstad Østberg                                                               | Stina Nilsson                                                           | Celine Brun-Lie                                                                  |
| 22. | 18 stycznia 2015 | Sprint drużynowy s. dowolnym       | —     | Szwecja I Ida Ingemarsdotter · Stina Nilsson                                           | Norwegia I Maiken Caspersen Falla · Ingvild Flugstad Østberg            | Polska Justyna Kowalczyk · Sylwia Jaśkowiec                                      |
| 23. | 18 lutego 2017   | Sprint s. dowolnym                 | —     | Stina Nilsson                                                                          | Maiken Caspersen Falla                                                  | Heidi Weng                                                                       |
| 24. | 19 lutego 2017   | 10 km s. klasycznym                | —     | Marit Bjørgen                                                                          | Charlotte Kalla                                                         | Heidi Weng                                                                       |

### Mężczyźni
| Lp  | Data             | Dystans                            | Uwagi | 1. miejsce                                                                 | 2. miejsce                                                                        | 3. miejsce                                                                  |
| --- | ---------------- | ---------------------------------- | ----- | -------------------------------------------------------------------------- | --------------------------------------------------------------------------------- | --------------------------------------------------------------------------- |
| 1.  | 5 stycznia 1999  | 15 km s. klasycznym                | —     | Espen Bjervig                                                              | Mika Myllylä                                                                      | Anders Bergström                                                            |
| 2.  | 10 lutego 2001   | 10 km s. klasycznym                | —     | Thomas Alsgaard                                                            | Per Elofsson                                                                      | Janne Immonen                                                               |
| 3.  | 11 stycznia 2003 | Sprint s. klasycznym               | [ a ] | odwołane                                                                   | odwołane                                                                          | odwołane                                                                    |
| 3.  | 12 stycznia 2003 | 30 km s. klasycznym (start masowy) | [ b ] | Jörgen Brink                                                               | Anders Aukland                                                                    | Andrus Veerpalu                                                             |
| 4.  | 10 stycznia 2004 | 30 km s. klasycznym (start masowy) | —     | Frode Estil                                                                | Anders Aukland                                                                    | Iwan Ałypow                                                                 |
| 5.  | 11 stycznia 2004 | bieg sztafetowy 4×10 km            | —     | Niemcy Andreas Schlütter · Jens Filbrich · Axel Teichmann · Tobias Angerer | Włochy I Bruno Carrara · Valerio Checchi · Pietro Piller Cottrer · Fulvio Valbusa | Rosja I Nikołaj Pankratow · Michaił Iwanow · Iwan Ałypow · Władimir Wilisow |
| 6.  | 8 stycznia 2005  | 15 km s. klasycznym                | —     | Andrus Veerpalu                                                            | Frode Estil                                                                       | Jaak Mae                                                                    |
| 7.  | 9 stycznia 2005  | Sprint s. klasycznym               | [ c ] | odwołane                                                                   | odwołane                                                                          | odwołane                                                                    |
| 7.  | 7 stycznia 2006  | 15 km s. klasycznym                | —     | Wasilij Roczew                                                             | Lukáš Bauer                                                                       | Siergiej Nowikow                                                            |
| 8.  | 8 stycznia 2006  | Sprint s. klasycznym               | —     | Björn Lind                                                                 | Tor Arne Hetland                                                                  | Wasilij Roczew                                                              |
| 9.  | 27 stycznia 2007 | 15 km s. klasycznym                | —     | Axel Teichmann                                                             | Frode Estil                                                                       | Odd-Bjørn Hjelmeset                                                         |
| 10. | 28 stycznia 2007 | Sprint s. klasycznym               | —     | Jens Arne Svartedal                                                        | Wasilij Roczew                                                                    | Torin Koos                                                                  |
| 11. | 9 lutego 2008    | 15 km s. klasycznym                | —     | Lukáš Bauer                                                                | Jaak Mae                                                                          | Ville Nousiainen                                                            |
| 12. | 10 lutego 2008   | Sprint s. klasycznym               | —     | Eldar Rønning                                                              | John Kristian Dahl                                                                | Ola Vigen Hattestad                                                         |
| 13. | 24 stycznia 2009 | 15 km s. klasycznym                | —     | Lukáš Bauer                                                                | Johan Olsson                                                                      | Vincent Vittoz                                                              |
| 14. | 25 stycznia 2009 | Sprint s. klasycznym               | —     | Ola Vigen Hattestad                                                        | Øystein Pettersen                                                                 | Børre Næss                                                                  |
| 15. | 16 stycznia 2010 | 15 km s. klasycznym                | —     | Lukáš Bauer                                                                | Andrus Veerpalu                                                                   | Jaak Mae                                                                    |
| 16. | 17 stycznia 2010 | Sprint s. klasycznym               | —     | Emil Jönsson                                                               | Ola Vigen Hattestad                                                               | Nikita Kriukow                                                              |
| 17. | 22 stycznia 2011 | 15 km s. klasycznym                | —     | Eldar Rønning                                                              | Daniel Richardsson                                                                | Maksim Wylegżanin                                                           |
| 18. | 23 stycznia 2011 | Sprint s. klasycznym               | —     | Eirik Brandsdal                                                            | Ola Vigen Hattestad                                                               | Nikita Kriukow                                                              |
| 19. | 21 stycznia 2012 | Sprint s. klasycznym               | —     | Dario Cologna                                                              | Ola Vigen Hattestad                                                               | Eirik Brandsdal                                                             |
| 20. | 22 stycznia 2012 | 15 km s. klasycznym                | —     | Dario Cologna                                                              | Lukáš Bauer                                                                       | Devon Kershaw                                                               |
| 21. | 17 stycznia 2015 | Sprint s. klasycznym               | —     | Tomas Northug                                                              | Ola Vigen Hattestad                                                               | Toni Ketelä                                                                 |
| 22. | 18 stycznia 2015 | Sprint drużynowy s. dowolnym       | —     | Rosja I Aleksiej Pietuchow · Siergiej Ustiugow                             | Norwegia I Anders Gløersen · Finn Hågen Krogh                                     | Włochy Dietmar Nöckler · Federico Pellegrino                                |
| 23. | 18 lutego 2017   | Sprint s. dowolnym                 | —     | Johannes Høsflot Klæbo                                                     | Finn Hågen Krogh                                                                  | Siergiej Ustiugow                                                           |
| 24. | 19 lutego 2017   | 15 km s. klasycznym                | —     | Martin Johnsrud Sundby                                                     | Iivo Niskanen                                                                     | Hans Christer Holund                                                        |

## Najwięcej razy na podium w zawodach indywidualnych
Uwzględnieni zawodnicy, którzy zdobyli minimum 2 miejsca na podium (stan na 19 lutego 2017)
| Miejsce | Zawodniczka | Zwycięstwa | 2. miejsca | 3. miejsca | Razem |
| ------- | ----------- | ---------- | ---------- | ---------- | ----- |
| 1.      | Kowalczyk   | 5          | 1          | 1          | 7     |
| 2.      | Bjørgen     | 3          | 3          | 0          | 6     |
| 3.      | Majdič      | 3          | 1          | 0          | 4     |
| 4.      | Skari       | 3          | 0          | 0          | 3     |
| 5.      | Kuitunen    | 2          | 2          | 3          | 7     |
| 6.      | Pedersen    | 1          | 1          | 1          | 3     |
| 7.      | Nilsson     | 1          | 1          | 0          | 2     |
| 8.      | Saarinen    | 0          | 3          | 2          | 5     |
| 9.      | Šmigun      | 0          | 3          | 1          | 4     |
| 10.     | Jacobsen    | 0          | 2          | 0          | 2     |
| 11.     | Falla       | 0          | 1          | 1          | 2     |
| 12.     | Johaug      | 0          | 0          | 3          | 3     |
| 13.     | Weng        | 0          | 0          | 2          | 2     |

| Miejsce | Zawodnik  | Zwycięstwa | 2. miejsca | 3. miejsca | Razem |
| ------- | --------- | ---------- | ---------- | ---------- | ----- |
| 1.      | Bauer     | 3          | 2          | 0          | 5     |
| 2.      | Rønning   | 2          | 0          | 0          | 2     |
| 2.      | Cologna   | 2          | 0          | 0          | 2     |
| 4.      | Hattestad | 1          | 4          | 1          | 6     |
| 5.      | Estil     | 1          | 2          | 0          | 3     |
| 6.      | Roczew    | 1          | 1          | 1          | 3     |
| 6.      | Veerpalu  | 1          | 1          | 1          | 3     |
| 8.      | Brandsdal | 1          | 0          | 1          | 2     |
| 9.      | Aukland   | 0          | 2          | 0          | 2     |
| 10.     | Mae       | 0          | 1          | 2          | 3     |
| 11.     | Kriukow   | 0          | 0          | 2          | 2     |

## Najwięcej razy na podium według państw
Stan na 19 lutego 2017
| Miejsce | Zawodniczka | Zwycięstwa | 2. miejsca | 3. miejsca | Razem |
| ------- | ----------- | ---------- | ---------- | ---------- | ----- |
| 1.      | Norwegia    | 9          | 8          | 9          | 26    |
| 2.      | Polska      | 5          | 1          | 2          | 8     |
| 3.      | Szwecja     | 4          | 4          | 0          | 8     |
| 4.      | Słowenia    | 3          | 1          | 0          | 4     |
| 5.      | Finlandia   | 2          | 5          | 7          | 14    |
| 6.      | Niemcy      | 1          | 2          | 0          | 3     |
| 7.      | Estonia     | 0          | 3          | 1          | 4     |
| 8.      | Rosja       | 0          | 0          | 3          | 3     |
| 9.      | Czechy      | 0          | 0          | 1          | 1     |
| 9.      | Ukraina     | 0          | 0          | 1          | 1     |

| Miejsce | Zawodnik          | Zwycięstwa | 2. miejsca | 3. miejsca | Razem |
| ------- | ----------------- | ---------- | ---------- | ---------- | ----- |
| 1.      | Norwegia          | 11         | 13         | 5          | 29    |
| 2.      | Szwecja           | 3          | 3          | 1          | 7     |
| 3.      | Czechy            | 3          | 2          | 0          | 5     |
| 4.      | Rosja             | 2          | 1          | 8          | 11    |
| 5.      | Niemcy            | 2          | 0          | 0          | 2     |
| 5.      | Szwajcaria        | 2          | 0          | 0          | 2     |
| 7.      | Estonia           | 1          | 2          | 3          | 6     |
| 8.      | Finlandia         | 0          | 2          | 3          | 5     |
| 9.      | Włochy            | 0          | 1          | 1          | 2     |
| 10.     | Stany Zjednoczone | 0          | 0          | 1          | 1     |
| 10.     | Francja           | 0          | 0          | 1          | 1     |
| 10.     | Kanada            | 0          | 0          | 1          | 1     |